# Civici e Innovatori-Energie per l'Italia
Civici e Innovatori-Energie per l'Italia (CI) est un groupe parlementaire italien, présent à la Chambre des députés pour la XVIIe législature.
Le groupe, composé de 13 députés indépendants, était présent à la Chambre depuis le début de la législature en tant que Scelta Civica per l'Italia jusqu'au 12 octobre 2016, date à laquelle il a pris le nouveau nom Civici e Innovatori à la suite du départ de députés du parti Choix civique pour l'Italie. Ces députés ont décidé de se rapprocher de Denis Verdini, un ancien de Forza Italia. Le groupe est présidé par Giovanni Monchiero depuis le 21 juillet 2015.
Le 10 juillet 2017, à la suite de sa dissolution, faute de membres en nombre suffisant,  il devient une composante du groupe mixte, rejoint par Énergies pour l'Italie et prend le nom actuel de Civici e Innovatori-Energie per l'Italia.

## Groupe parlementaire

### Composition à la Chambre des députés
| Député                    | Date d'adhésion         | Fonction |
| ------------------------- | ----------------------- | --- |
| Giovanni Monchiero        | Début de la législature | Président du groupe                                                                                           |
| Bruno Molea               | Début de la législature | |
| Roberta Oliaro            | Début de la législature | |
| Alberto Bombassei         | Début de la législature | |
| Antimo Cesaro             | Début de la législature | Sous-secrétaire d'État au Ministère des Biens et Activités culturels et du Tourisme du gouvernement Gentiloni |
| Stefano Dambruoso         | Début de la législature | Questeur de la Chambre des députés                                                                            |
| Adriana Galgano           | Début de la législature | |
| Andrea Mazziotti Di Celso | Début de la législature | |
| Domenico Menorello        | 30/09/2016              | |
| Stefano Quintarelli       | 03/08/2016              | |
| Ivan Catalano             | 27/10/2016              | |
| Mara Mucci                | 28/10/2016              | |
| Guglielmo Vaccaro         | 01/08/2017              | |
| Dino Secco                | 17/11/2017              | |

#### Anciens membres
| Députés             | Date de départ | Groupe suivant                              |
| ------------------- | -------------- | ------------------------------------------- |
| Giovanni Palladino  | 16/06/2017     | Parti démocrate                             |
| Salvatore Matarrese | 29/06/2017     | Groupe mixte - composante: Direzione Italia |
| Pierpaolo Vargiu    | 29/06/2017     | Groupe mixte - composante: Direzione Italia |
| Gianfranco Librandi | 28/07/2017     | Parti démocrate                             |